# مانويل بوجيالي
مانويل بوجيالي (بالإيطالية: Manuel Poggiali)‏ هو متسابق دراجات نارية من سان مارينو فاز ببطولة سباق الجائزة الكبرى للدراجات النارية. نافس في سباقات بطولة العالم لفئة 250 سي سي ولفئة 125 سي سي ولفئة 50 سي سي.

## البطولات
- سباق الجائزة الكبرى للدراجات النارية 2001
- سباق الجائزة الكبرى للدراجات النارية 2003

## روابط خارجية
- مانويل بوجيالي على موقع الاتحاد الأوربي (الإنجليزية)
- مانويل بوجيالي على موقع MotoGP.com (الإنجليزية)